# کیم یونگ هون
کیم یونگ هون (کره‌ای: 김영훈؛ زادهٔ ۲ اکتبر ۱۹۷۸) بازیگر اهل کره جنوبی است.

## فیلم‌شناسی

### فیلم
| سال  | عنوان                         | نقش                        |
| ---- | ----------------------------- | -------------------------- |
| ۲۰۰۱ | تفنگ و گفتگو                  | مأمور ۳                    |
| ۲۰۰۴ | زندگی کوتاه                   |                            |
| ۲۰۰۴ | او باحال بود                  | کیم هیون سونگ              |
| ۲۰۰۶ | هنر مبارزه                    | «کوسه سفید»                |
| ۲۰۰۷ | سبزی                          | پلیس وظیفه ۲               |
| ۲۰۰۸ | بیستی بویز                    | ته وو (uncredited)         |
| ۲۰۰۹ | شهر لعنت                      | کارگر                      |
| ۲۰۰۹ | کلاهبرداری                    | منشی کیم                   |
| ۲۰۰۹ | چگونه روی زمین زندگی کنیم     | دستیار نماینده مجلس        |
| ۲۰۰۹ | نزدیکتر به بهشت               | دوست بک جونگ وو، کوان یونگ |
| ۲۰۱۰ | تیغه‌های خون                   | وصی                        |
| ۲۰۱۱ | ضربان قلب                     | شوهر چه یون هی             |
| ۲۰۱۱ | کارآگاه کی: راز بیوه با فضیلت | کشیش                       |
| ۲۰۱۱ | مقابله نهایی                  | ارتش آبی ۲                 |
| ۲۰۱۱ | پونگسان                       | هیت تیم ۴                  |
| ۲۰۱۱ | دیو                           | جه گیو                     |
| ۲۰۱۱ | یوسو                          |                            |
| ۲۰۱۱ | پارتنر مخفی من                | مهندس صدا                  |
| ۲۰۱۲ | زوزه                          | (حضور افتخاری)             |
| ۲۰۱۲ | هوم سوییت هوم                 | ته سو                      |
| ۲۰۱۲ | وزن                           |                            |
| ۲۰۱۳ | دوستان خوب                    | یوجی                       |
| ۲۰۱۴ | احیا                          | رئیس بخش جونگ              |

### مجموعه تلویزیونی
| سال  | عنوان                                    | نقش                | توضیحات       |
| ---- | ---------------------------------------- | ------------------ | ------------- |
| ۲۰۰۱ | روزهای فوق‌العاده                         |                    |               |
| ۲۰۰۴ | هیومن مارکت جدید                         |                    |               |
| ۲۰۰۶ | والس بهاری                               |                    |               |
| ۲۰۰۹ | تو زیبایی                                |                    |               |
| ۲۰۱۰ | هوم سوییت هوم                            | دستیار کیم         |               |
| ۲۰۱۱ | کارآگاهان در مشکل                        | جی یونگ هو         |               |
| ۲۰۱۱ | درامای ویژه کی‌بی‌اس «آن مرد آنجاست»       | چوی جون یونگ       | درام تک قسمتی |
| ۲۰۱۱ | درامای ویژه کی‌بی‌اس «بستنی توت فرنگی»     | کوان کی جونگ       | درام تک قسمتی |
| ۲۰۱۱ | خانواده کیمچی                            | اوه هه جون         | [ ۳ ]         |
| ۲۰۱۲ | ماسک عروس                                | رفیق پارک          |               |
| ۲۰۱۲ | پسران                                    | کانگ جین           |               |
| ۲۰۱۲ | درامای ویژه کی‌بی‌اس «مجرم از میان دوستان» | دو هیون            | درام تک قسمتی |
| ۲۰۱۳ | بادی که در آن زمستان وزید                | لی میونگ هو        | [ ۴ ]         |
| ۲۰۱۳ | هشدار زشت                                | لی هان سو          | [ ۵ ]         |
| ۲۰۱۴ | یک برگ نو                                | لی وو یونگ         |               |
| ۲۰۱۴ | از بخت بد عاشقت شدم                      | وکیل مین بیونگ چول | [ ۶ ]         |
| ۲۰۱۴ | درامای ویژه کی‌بی‌اس «عشق تهوع‌آور»         | جانگ یونگ چول      | درام تک قسمتی |
| ۲۰۱۴ | پینوکیو                                  | لی ایل جو          |               |
| ۲۰۱۴ | دراما فستیوال «گیتارها و شلوارهای تنگ»   | سونگ پیل           | درام تک قسمتی |
| ۲۰۱۶ | آره همینه که هست                         | نا هیون وو         |               |
| ۲۰۱۷ | سگ دیوانه                                | کیم بوم جون        |               |
| ۲۰۱۹ | دکتر جان                                 | هان میونگ اوه      |               |
| ۲۰۲۰ | وقتی عشق من شکوفا می‌شود                  | لی سه هون          |               |
| ۲۰۲۲ | زندگی دوباره من                          | کیم جونگ وو        | [ ۹ ]         |